# Althepus suhartoi
Althepus suhartoi is een spinnensoort uit de familie Psilodercidae. De soort komt voor in Sumatra.